# 凹果水馬齒
凹果水馬齒（学名：Callitriche peploides）为水馬齒科水馬齒屬下的一个种。